# Marcos Martínez Ucha
Marcos Martínez Ucha (Madrid, España; 15 de octubre de 1985) es un expiloto de automovilismo. Llegó a liderar la Fórmula Renault 3.5 en 2009 y fue subcampeón en la clase copa de la Fórmula 3 Española en 2005.

## Trayectoria

### Inicios
La carrera de Martínez comenzó en campeonatos regionales y en el campeonato de España de karting en 1995, hasta el 2001. Fue entonces, cuando a la temprana edad de 16 años, Marcos dio el siguiente paso en su carrera, introduciéndose en la Fórmula Junior 1600 Española. Durante tres años, el piloto español estuvo corriendo en esta categoría demostrando una paulatina mejora y consiguiendo dos podios como mejores resultados. En 2002 finalizó el 15.º en su primera temporada, la siguiente temporada terminó en 13.ª posición y en 2004 finalizó el campeonato en 6.ª posición.

### Fórmula 3
En 2005 el decidió saltar a la Fórmula 3 Española con el equipo andaluz Racing Engineering. Durante este año Marcos cosechó 5 victorias y 9 podiums y acabó segundo la clase copa a sólo 4 puntos del primer clasificado, el valenciano Arturo Llobell, siendo el piloto con más victorias. En 2006, Martínez compitió simultáneamente en la F3 (Clase-A) (donde logró una victoria en Cheste, Valencia) y en algunas pruebas de la World Series by Renault (Donington Park, Nürburgring y Le Mans) con el equipo EuroInternational, donde no logró terminar ninguna carrera debido a accidentes y a averías. Durante la temporada 2007 disputó varias carreras en la F3 con un nuevo equipo, el Novo Team. Después de 3 reuniones y debido a los resultados obtenidos, cambió de equipo y TEC-Auto se hizo cargo del piloto, para lograr una mejora en el campeonato. En 2008 participaría en una ronda como piloto invitado también con dicha escudería.

### GP2, World Series by Renault y Superleague Fórmula

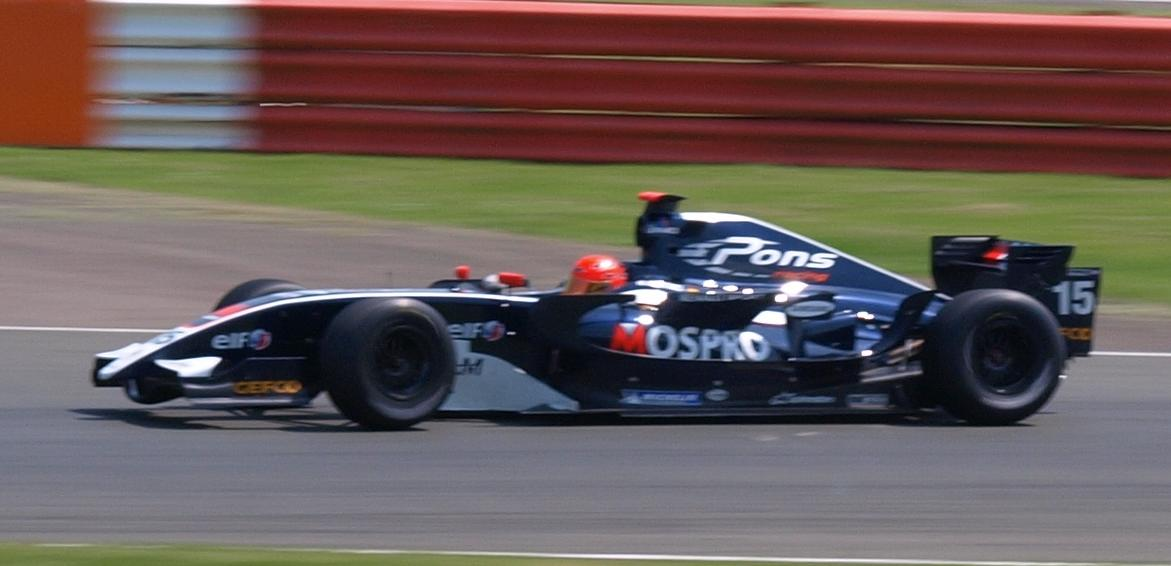
Marcos Martínez en el circuito de Silverstone en 2008.

En 2007 fue llamado por el equipo Racing Engineering para competir en las GP2 Series, en sustitución de Ernesto Viso. Aunque no finalizó muchas carreras, consiguió bajo la lluvia en la carrera larga del Circuit Ricardo Tormo una cuarta posición que le valió para terminar en 22.ª posición el campeonato. 
Para 2008 volvió a la Fórmula Renault 3.5 al firmar por el equipo de Sito Pons, Pons Racing. Consiguió una vuelta rápida y un podio en su primer año completo en esta competición terminando en 15.ª posición el campeonato. En 2009 siguió en el equipo de Sito Pons en la World Series arrancando de manera impecable la temporada al ganar las dos primeras carreras del campeonato, lideraba con soltura la general a mitad del campeonato tras sus cuatro victorias, lo que le valió para poder realizar un test con el Renault R28 de Fórmula 1. Sin embargo, el resto de la temporada fue nefasta, consiguiendo 0 puntos más, terminando finalmente séptimo el campeonato.

El camión del Sevilla FC, con quien corría Marcos (2010).

Para el 2010 fue fichado por el equipo Sevilla FC en la Superleague Formula. Disputa toda la temporada y termina el campeonato en 14.ª posición, con una victoria como mejor resultado. Tras esta temporada se quedó sin presupuesto para seguir compitiendo a tiempo completo en grandes campeonatos.

### Últimos años
En 2011 disputó una ronda de la Fórmula Renault 3.5 con Pons Racing, donde se retiró en la primera carrera y terminó 13.º en la segunda. También corrió algunas carreras en la Racecar Euro Series (actual NASCAR Europea).
Su gran año 2009 le valió para entrar a colaborar como piloto profesional en el programa de Telecinco Más que Coches Competición, donde era el piloto probador de los superdeportivos del mismo. Este rol que mantuvo hasta 2017, le valió para realizar sus últimas apariciones como piloto en un circuito, en una carrera del Maserati Trofeo en 2015, donde venció, y en 2 carreras del Audi TT Sport Club el año siguiente. Actualmente dirige una empresa de drones.

## Resumen de carrera
| Temporada    | Series                                  | Escudería                      | Carreras | Victorias | Poles | VR | Podios | Puntos   | Pos.     |
| ------------ | --------------------------------------- | ------------------------------ | -------- | --------- | ----- | -- | ------ | -------- | -------- |
| 2002         | Formula Junior 1600 Española            | Saoca Competición              | ?        | ?         | ?     | ?  | ?      | 11       | 15.º     |
| 2003         | Formula Junior 1600 Española            | HST Racing                     | 12       | 0         | ?     | ?  | 1      | 25       | 13.º     |
| 2004         | Fórmula Renault 1.6 Española            | HST Racing                     | ?        | ?         | ?     | ?  | ?      | 48       | 8.º      |
| 2005         | Campeonato de España de F3              | Racing Engineering             | 15       | 0         | 0     | 0  | 1      | 29       | 9.º      |
| 2005         | Campeonato de España de F3 - Clase Copa | Racing Engineering             | 15       | 5         | 5     | ?  | 9      | 82       | 2.º      |
| 2006         | Fórmula Renault 3.5 Series              | Eurointernational              | 5        | 0         | 0     | 0  | 0      | 0        | NC       |
| 2006         | Campeonato de España de F3              | Racing Engineering             | 14       | 1         | 0     | 0  | 0      | 28       | 8.º      |
| 2007         | GP2 Series                              | Racing Engineering             | 8        | 0         | 0     | 0  | 0      | 5        | 22.º     |
| 2007         | Campeonato de España de F3              | Novo Team / Escudería TEC-Auto | 10       | 0         | 0     | 1  | 1      | 22       | 13.º     |
| 2008         | Fórmula Renault 3.5 Series              | Pons Racing                    | 17       | 0         | 0     | 1  | 1      | 21       | 15.º     |
| 2008         | Campeonato de España de F3              | Escudería TEC-Auto             | 2        | 1         | 0     | 0  | 0      | Invitado | Invitado |
| 2009         | Fórmula Renault 3.5 Series              | Pons Racing                    | 17       | 4         | 1     | 0  | 4      | 73       | 7.º      |
| 2009         | MINI Challenge España                   | Moncloa Motor Team             | 1        | 0         | 1     | 1  | 0      | 0        | NC       |
| 2010         | Superleague Fórmula                     | Sevilla FC                     | 25       | 1         | 1     | 0  | 2      | 355      | 14.º     |
| 2011         | Fórmula Renault 3.5 Series              | Pons Racing                    | 2        | 0         | 0     | 0  | 0      | 0        | 31.º     |
| 2011         | Racecar Euro Series                     | Pole Position 81               | 2        | 0         | 0     | 0  | 0      | 64       | 35.º     |
| 2015         | Trofeo Maserati                         | Pons Racing                    | 1        | 1         | 1     | 0  | 1      | 22       | 12.º     |
| 2016         | Audi Sport TT Cup                       |                                | 2        | 0         | 0     | 0  | 0      | Invitado | Invitado |
| Referencias: |                                         |                                |          |           |       |    |        |          |          |

## Resultados

### GP2 Series
(Clave) (negrita indica pole position) (cursiva indica vuelta rápida puntuable)

| Año  | Escudería          | 1   | 1   | 2   | 2   | 3   | 3   | 4   | 4   | 5   | 5   | 6   | 6   | 7   | 7   | 8   | 8   | 9   | 9   | 10  | 10  | 11  | 11  | Pos. | Puntos | Ref.   |
| ---- | ------------------ | --- | --- | --- | --- | --- | --- | --- | --- | --- | --- | --- | --- | --- | --- | --- | --- | --- | --- | --- | --- | --- | --- | ---- | ------ | ------ |
| 2007 | Racing Engineering | SAK | SAK | BAR | BAR | MON | MON | MAG | MAG | SIL | SIL | NÜR | NÜR | BUD | BUD | EST | EST | MNZ | MNZ | SPA | SPA | VAL | VAL | 22.º | 5      | [ 12 ] |
| 2007 | Racing Engineering |     |     |     |     |     |     |     |     |     |     |     |     | DNQ | DNQ | 13  | Ret | Ret | Ret | Ret | Ret | 4   | 22  | 22.º | 5      | [ 12 ] |

### Fórmula Renault 3.5
| Temporada | Escudería   | CAT 1 | CAT 2 | SPA 1 | SPA 2 | MON 1 | HUN 1 | HUN 2 | SIL 1 | SIL 2 | BUG 1 | BUG 2 | ALG 1 | ALG 2 | NÜR 1 | NÜR 2 | ALC 1 | ALC 2 | Puntos | Posición |
| --------- | ----------- | ----- | ----- | ----- | ----- | ----- | ----- | ----- | ----- | ----- | ----- | ----- | ----- | ----- | ----- | ----- | ----- | ----- | ------ | -------- |
| 2009      | Pons Racing | 1     | 1     | 1     | 5     | Ret   | 6     | Ret   | 1     | 6     | 17    | Ret   | 15    | Ret   | Ret   | Ret   | 11    | 13    | 73     | 7.º      |

| Temporada | Escudería   | ALC 1 | ALC 2 | SPA 1 | SPA 2 | MOZ 1 | MOZ 2 | MON 1 | NUR 1 | NUR 2 | HUN 1 | HUN 2 | SIL 1 | SIL 2 | LEC 1 | LEC 2 | CAT 1 | CAT 2 | Puntos | Posición |
| --------- | ----------- | ----- | ----- | ----- | ----- | ----- | ----- | ----- | ----- | ----- | ----- | ----- | ----- | ----- | ----- | ----- | ----- | ----- | ------ | -------- |
| 2011      | Pons Racing |       |       |       |       |       |       |       |       |       | Ret   | 13    |       |       |       |       |       |       | 0      | 31.º     |